# Mista
Mista, właśc. Miguel Ángel Ferrer Martínez (ur. 12 listopada 1978 w Caravaca de la Cruz) – hiszpański piłkarz występujący na pozycji napastnika, obecnie trener Atlético Ottawa. W 2005 reprezentant Hiszpanii.

## Kariera klubowa
Miguel Ángel Ferrer Martínez zawodową karierę rozpoczynał w 1996 roku w Realu Madryt. Początkowo występował w trzecim zespole "Królewskich", a w 1997 roku znalazł się w kadrze Realu Madryt Castilla, czyli drużyny rezerw hiszpańskiego klubu. Grywał tam regularnie, a w sezonie 1997/1998 w 27 spotkaniach zdobył dziewiętnaście bramek.
W styczniu 1999 roku Mista został wypożyczony do CD Tenerife, a następnie działacze „Chicharreros” wykupili hiszpańskiego napastnika na stałe. W nowej drużynie Miguel wywalczył sobie miejsce w pierwszej jedenastce i był jedną z najważniejszych postaci w zespole. Łącznie dla CD Tenerife wychowanek Realu Madryt rozegrał 84 ligowe pojedynki, w których 22 razy wpisał się na listę strzelców. W sezonie 2000/2001 wywalczył awans z Segunda División do Primera División.
Latem 2001 roku Mista podpisał kontrakt z Valencią. W 2002 i 2004 roku sięgnął z nią po mistrzostwo kraju, a w 2004 roku triumfował także w rozgrywkach Pucharu UEFA oraz Superpucharu Europy. W letnim okienku transferowym w 2006 roku Hiszpan przeniósł się do Atlético Madryt.
W lipcu 2008 roku został zawodnikiem Deportivo La Coruña. W barwach nowego klubu zadebiutował 31 sierpnia w wygranym 2:1 meczu z Realem Madryt strzelając pierwszego gola dla swojej drużyny.
6 lipca 2010 podpisał roczny kontrakt z Toronto FC.

## Kariera reprezentacyjna
W reprezentacji Hiszpanii Mista zadebiutował 22 marca 2005 w wygranym 3:0 spotkaniu przeciwko zespołowi Chin. Łącznie rozegrał 2 mecze dla drużyny narodowej i nie zdobył żadnego gola.